# Trust Me (나카모리 아키나의 노래)
〈Trust Me〉(트러스트 미)는 일본의 여가수 나카모리 아키나(中森明菜)의 39번째 싱글로 1999년 12월 1일에 발매하였다. (8cmCD: GRDO-24) 작사는 나츠노 세리코(夏野芹子)가, 작곡은 하라 카즈히로(原一博)가, 편곡은 후지와라 이쿠로(藤原いくろう)가 담당하였고 가우스 엔터테인먼트의 인디 레이블인 THIS ONE에서 출시되었다. B사이드 곡은 〈눈의 꽃 ~White X'mas~〉(雪の花 〜White X'mas〜 유키노하나 화이트 크리스마스[*] (chamber music version))로 작사는 A사이드와 마찬가지로 나츠노 세리코가, 작곡과 편곡은 후지와라 이쿠로가 도맡았다. 같은 날 출시된 정규 음반 《will》과 동시발매된 싱글로 나카모리가 가우스 엔터테인먼트에서 발매한 마지막 싱글이기도 하다.
오리콘 주간 싱글 차트 57위로 처음 등장하여 차트 톱100을 한 주 지켰다.

## 수록곡
| #            | 제목                                                                          | 작사          | 작곡            | 편곡            | 재생 시간 |
| ------------ | ----------------------------------------------------------------------------- | ------------- | --------------- | --------------- | --------- |
| 1.           | 〈〈Trust Me〉〉                                                              | 나츠노 세리코 | 하라 카즈히로   | 후지와라 이쿠로 | 4:24      |
| 2.           | 〈〈눈의 꽃 ~White X'mas~〉(雪の花 〜White X'mas〜 (chamber music version))〉 | 나츠노 세리코 | 후지와라 이쿠로 | 후지와라 이쿠로 | 6:12      |
| 3.           | 〈〈Trust Me〉(voiceless version)〉                                           |               |                 |                 | 4:24      |
| 4.           | 〈〈눈의 꽃 ~White X'mas~〉(雪の花 〜White X'mas〜 (voiceless version))〉     |               |                 |                 | 6:10      |
| 총 재생 시간 | 총 재생 시간                                                                  | 총 재생 시간  | 총 재생 시간    | 총 재생 시간    | 21:10     |